# Randy Robitaille
Randy Robitaille (ur. 12 października 1975 w Ottawie) – kanadyjski hokeista.

## Kariera
- Ottawa Jr. Senators (1993-1995)
- Miami Univ. (1995-1997)
- Boston Bruins (1997-1999)
  -  Providence Bruins (1997-1999)
- Nashville Predators (1999-2001)
  -  Milwaukee Admirals (2000-2001)
- Los Angeles Kings (2001)
  -  Manchester Monarchs (2001)
- Pittsburgh Penguins (2001-2003)
- New York Islanders (2003)
- Atlanta Thrashers (2003-2004)
- ZSC Lions (2004-2005)
- Minnesota Wild (2005-2006)
- Philadelphia Flyers (2006)
- New York Islanders (2006-2007)
- Łokomotiw Jarosław (2007)
- Ottawa Senators (2007-2008)
- HC Lugano (2008-2010)
- San Antonio Rampage (2010-2011)
- Mietałłurg Nowokuźnieck (2011-2013)
- Donbas Donieck (2013-2014)

Od sierpnia 2011 zawodnik Mietałłurga Nowokuźnieck. W kwietniu 2012 roku przedłużył kontrakt z klubem o rok, jednak przez jej upływem od początku stycznia 2013 został zawodnikiem Donbasu Donieck, związany rocznym kontraktem. Po zakończeniu sezonu, w kwietniu 2013 przedłużył kontrakt z klubem o rok.
Po 2014 zakończył karierę. Był założycielem centrum hokejowego RinkEye w Kanata (Ontario), którego pracownikami zostali byli zawodnicy Fred Brathwaite, Dan McGillis, Matt Bradley).

## Osiągnięcia
Klubowe

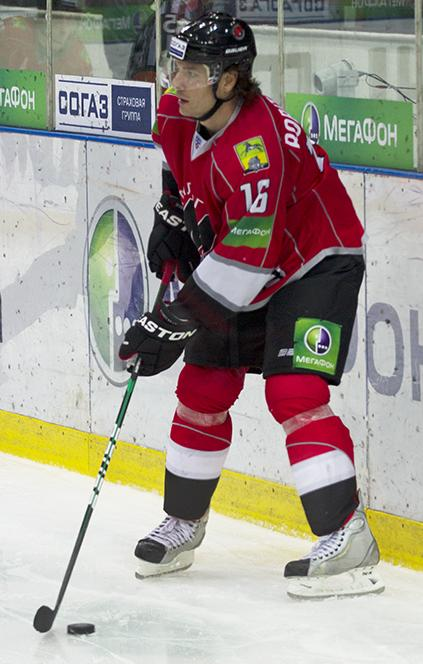
Randy Robitaille w barwach Mietałłurga Nowokuźnieck (2012)

- Mistrzostwo dywizji AHL: 1999 z Providence Bruins
- F.G. „Teddy” Oke Trophy: 1999 z Providence Bruins
- Mistrzostwo konferencji AHL: 1999 z Providence Bruins
- Puchar Caldera: 1999 z Providence Bruins
- Puchar Kontynentalny: 2013 z Donbasem

Indywidualne
- Sezon AHL 1998/1999:
  - Pierwszy skład gwiazd
  - Les Cunningham Award - Najbardziej Wartościowy Zawodnik (MVP)
- Sezon National League A 2004/2005:
  - Pierwsze miejsce w klasyfikacji asystentów: 45 asyst
  - Pierwsze miejsce w klasyfikacji kanadyjskiej: 67 punktów
- Sezon National League A 2009/2010:
  - Pierwsze miejsce w klasyfikacji asystentów w sezonie zasadniczym: 49 asyst[8]
  - Pierwsze miejsce w klasyfikacji kanadyjskie w sezonie zasadniczym: 65 punktów